# Суперсила
Суперсила (англ. superpower) — термин, которым обозначают сверхъестественные или паранормальные способности вымышленных героев комиксов, научной фантастики, телевизионных шоу и фильмов. Предположительно, возник в американских журналах и комиксах о супергероях в 1930-х и 1940-х годах. Понятие «суперсила» может охватывать все сверхчеловеческие способности, от минимального увеличения обыкновенных человеческих сил, до почти богоподобных сил, включая левитацию, создание пучков разрушительной энергии и силовых полей, рентгеновское зрение, неуязвимость, ускоренную регенерацию тканей, телепатию, телекинез, телепортацию, сверхскорость или управление погодой.